# Гро, Антуан-Жан
Барон Антуа́н-Жан Гро (фр. Antoine-Jean Gros; 16 марта 1771, Париж — 26 июня 1835, Мёдон) — выдающийся живописец французского неоклассицизма предромантического периода, который снискал известность изображениями побед наполеоновской армии и внёс, таким образом, заметный вклад в формирование героического мифа о Наполеоне.

## Жизнь и творчество

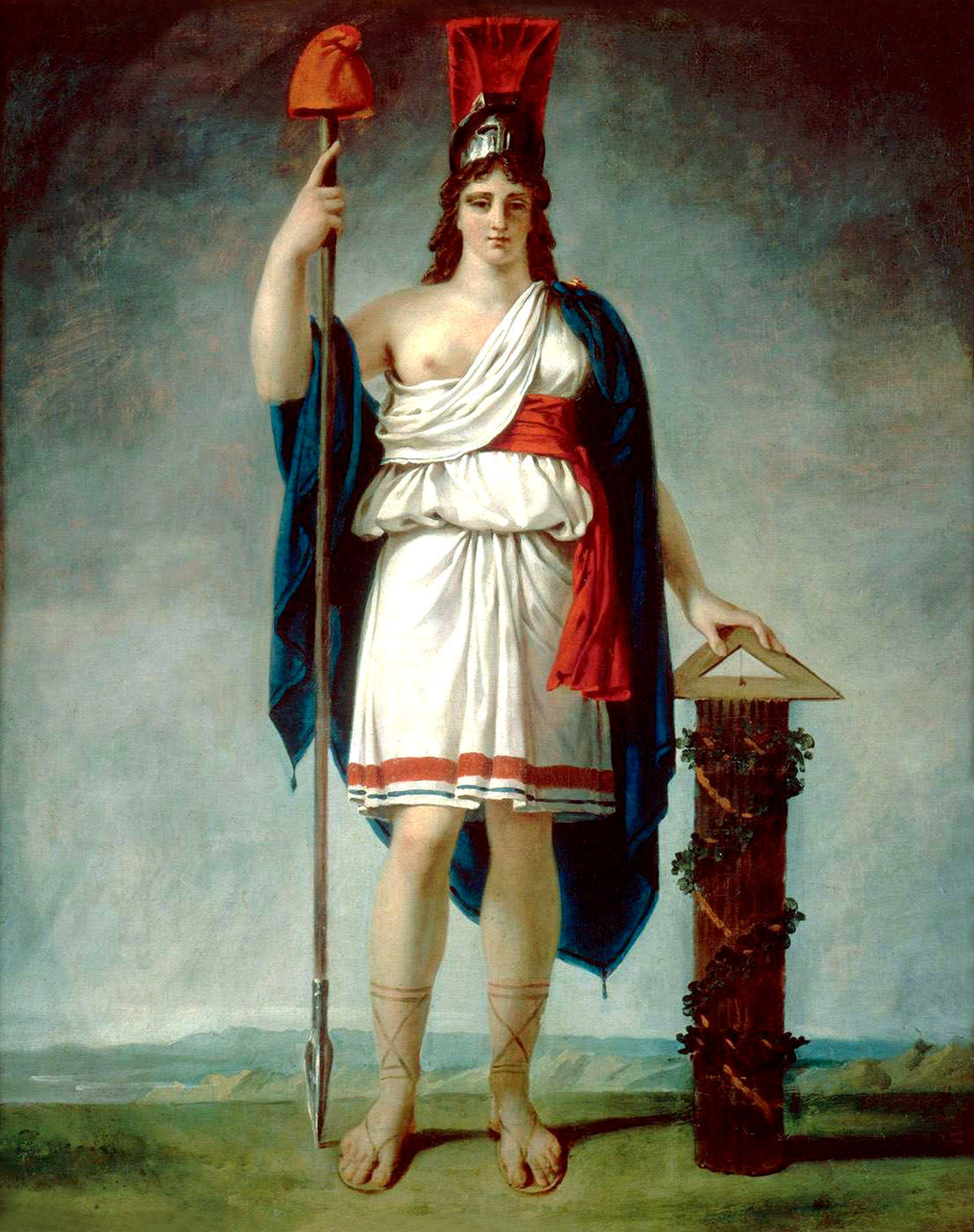
Аллегория Французской республики. Ок. 1794—1795

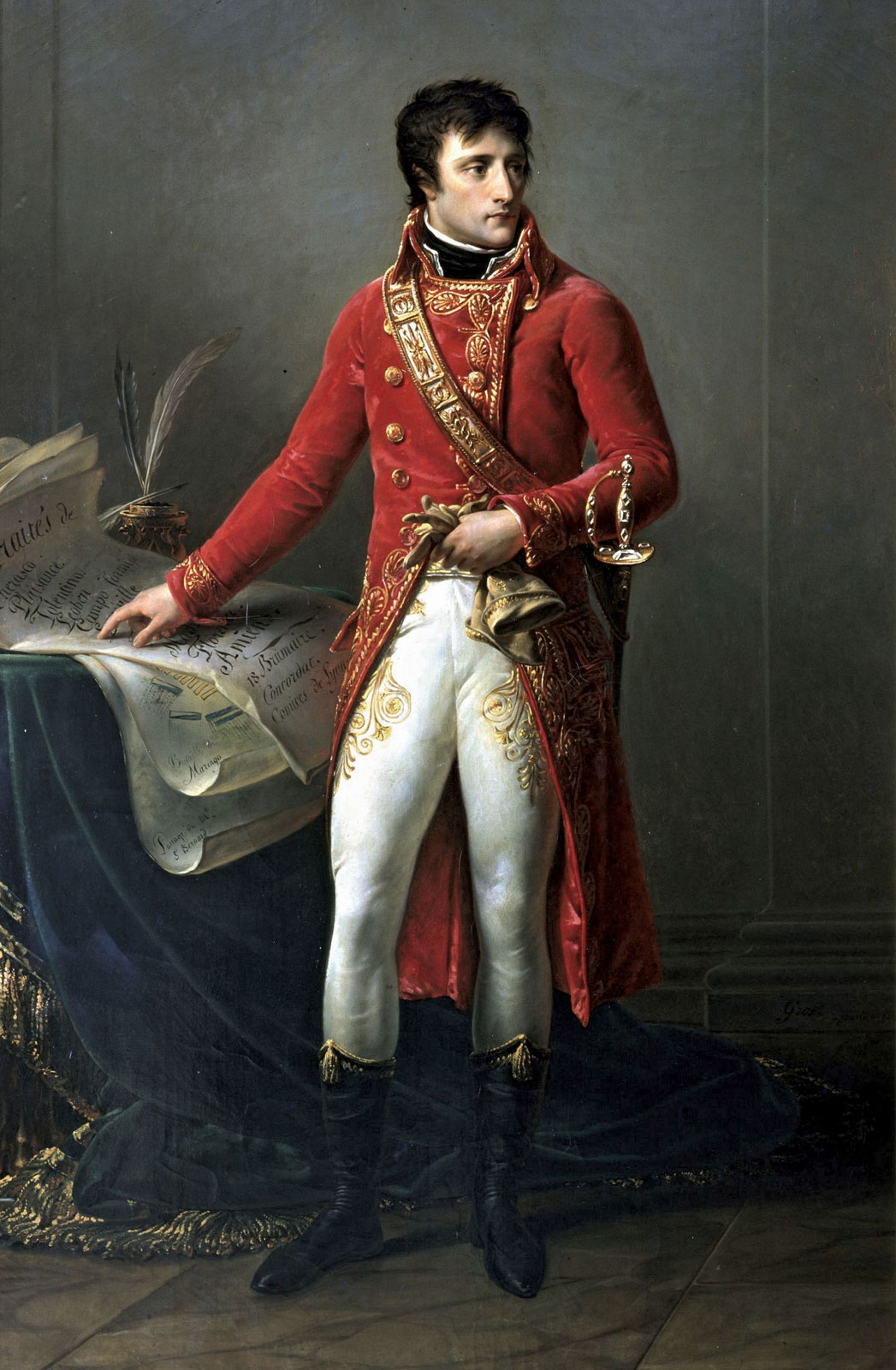
Наполеон Бонапарт — Первый консул. 1802

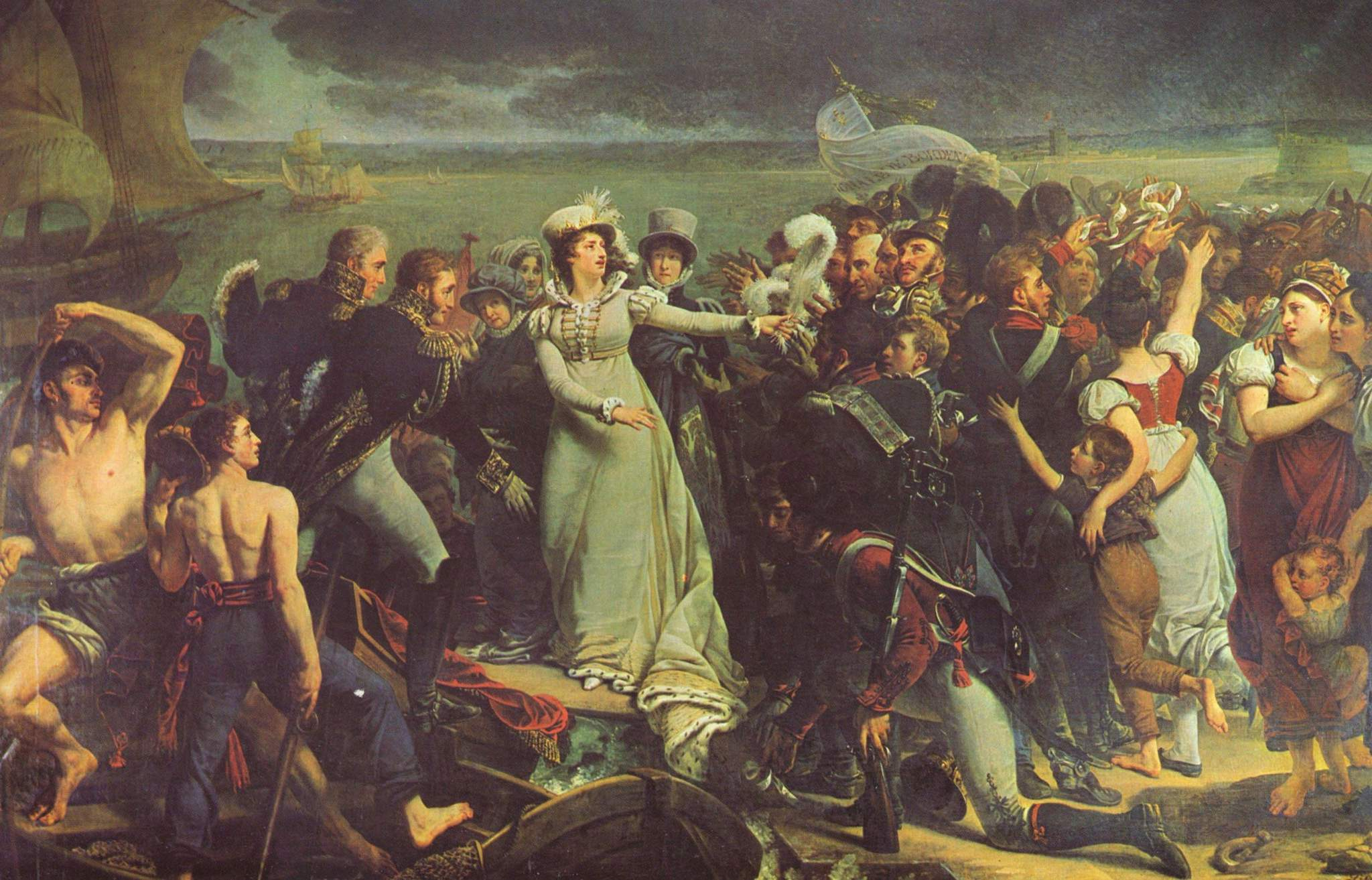
Герцогиня Ангулемская в период Ста дней призывает французов сражаться с узурпатором Бонапартом. 1819. Музей изящных искусств, Бордо

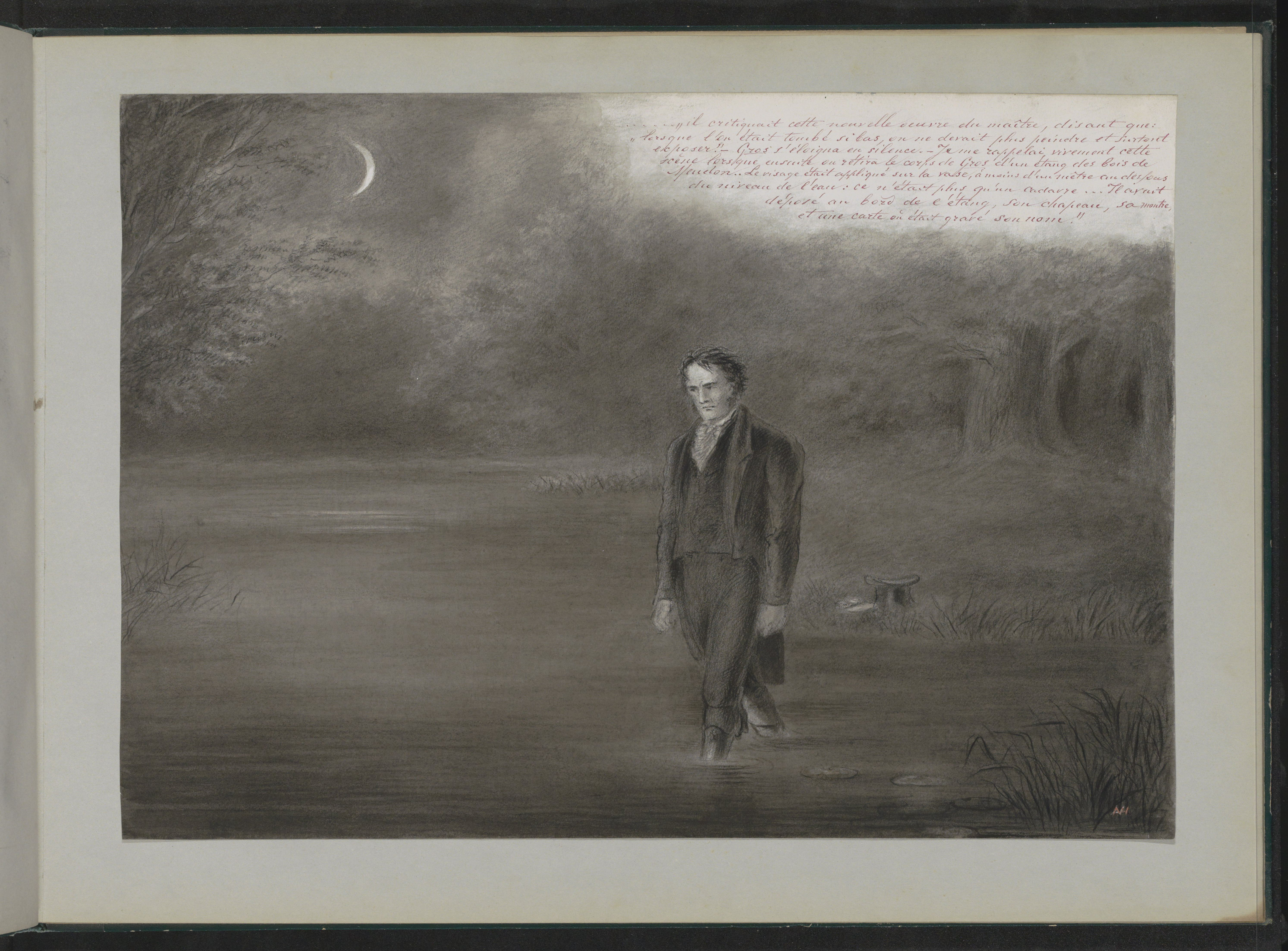
Рисунок неизвестного художника. Самоубийство Антуана-Жана Гро

Антуан-Жан Гро родился 16 марта 1771 года в Париже и на следующий день был крещён в приходской церкви  Сент-Эсташ. Его отцом был Жан-Антуан Гро (1732—1790), художник-миниатюрист и коллекционер живописи, а матерью — Пьеретта-Мадлен-Сесиль Дюран (1745—1831), рисовальщица пастелью. Его отец первым браком был женат на Фелисите Лабиль (ум. 1768), сестре художницы-портретистки Аделаиды Лабиль-Гиар (1749—1803).
В 1785 году, в возрасте 14 лет, Гро поступил в ученики к Жаку-Луи Давиду, параллельно продолжая обучение в коллеже Мазарини. После ранней смерти отца, на фоне революционных событий, семья обеднела. В 1792 году Антуна-Жан принял участие в конкурсе 1792 года на Римскую премию, но безуспешно. Именно в это время он получил заказ на написание нескольких портретов членов Конвента.
Когда в 1793 году эта работа была прервана усугублением революционного террора, Гро, при помощи своего учителя Давида, бежал из Франции в Италию. Он жил в Генуе, а затем во Флоренции, подрабатывая изготовлением миниатюрных портретов. 
В Италии он делал зарисовки с шедевров старых мастеров, встречался с поэтом Витторио Альфьери, художником Франсуа-Ксавье Фабром и графиней Олбани. 
После вторжения французской армии в Италию, Гро, по словам Стендаля, снискал себе славу карикатурами на австрийского наместника:

Рисунок, оставленный художником Гро на столике в миланской кофейне Серви, показался чудом, сошедшим с неба; за ночь сделали с него гравюру и на другой день распродали двадцать тысяч оттисков.— «Пармская обитель»
В 1794 году возвратился в Геную, где познакомился с женой Наполеона, Жозефиной Богарне и последовал за ней в Милан, где был хорошо принят Наполеоном Бонапартом, который принял художника на службу и дал ему заказы.
15 ноября 1796 года произошло сражение на Аркольском мосту, где генерал Бонапарт отличился доблестью, лично, со знаменем в руках возглавив атаку на занятый австрийцами мост. Гро в Милане выполнил картину по мотивам этого события, которую заказал ему сам Бонапарт, и которая понравилась заказчику. В 1797 году Бонапарт, по рекомендации Жозефины, назначил Гро главой комиссии по отбору лучших произведений искусства для вывоза из Италии во Францию в качестве «репарации», предусмотренной Толентинским договором (19 февраля 1797 года). Эти произведения искусства были призваны пополнить коллекции Лувра.
В 1802 году Гро выиграл денежный приз за эскиз картины «Битва при Назарете», однако, деньги так и не были выплачены (возможной причиной этого стало то, что главным героем картины стал не Бонапарт, а один из его соратников — Жюно). В качестве компенсации, ревнивый к чужой славе Наполеон предложил Гро другой сюжет для картины: «генерал Бонапарт посещает госпиталь с заболевшими чумой французами в Яффе в ходе Египетского похода (11 марта 1799 года)». Это полотно было представлено публике на Парижском салоне 1806 года, где имело триумфальный успех.
За ним последовали «Битва при Абукире» (ныне в Версале) и «Наполеон в битве при Эйлау 9 февраля 1807 года» (в Лувре). В 1811 году Антуан-Жан Гро получил государственный заказ на росписи интерьеров парижского Пантеона; эта работа была завершена в 1824 году, но ещё задолго до завершения принесла художнику титул барона.
После свержения Наполеона и Реставрации Бурбонов (1814, 1815) Гро быстро показал себя «преданным сторонником» новой монархии. В то время, как Жак-Луи Давид бежал из Парижа в Брюссель, Гро согласился возглавить его мастерскую (1816). В дополнение к этому, 5 ноября 1816 года он был назначен профессором парижской Школы изящных искусств, сменив Франсуа-Гийома Менажо. Он также стал членом Института Франции и кавалером ордена Святого Михаила. Стремясь угодить своим новым покровителем, Гро полностью изменил программу росписи Пантеона, а на месте написанного ранее Наполеона изобразил короля Людовика XVIII. Затем стареющий художник также рьяно добивался покровительства следюущего короля Франции — Карла Х. 
В 1830 году во Франции произошла очередная революция и старшая ветвь Бурбонов была свергнута. Хотя клан Бонапартов и не вернулся к власти, бонапартистские идеи снова стали высказываться открыто. В этот период Гро переключился на написание картин на традиционные мифологические сюжеты, которые были очень холодно приняты публикой. Романтическая молодёжь, очарованная работами Гро наполеоновского периода, открыто возмущалась его поведением в уже завершившийся период Реставрации (1814, 1815—1830). Одна из новых картин Гро — «Геркулес и Диомед» столкнулась в Париже с таким шквалом критики, что в 1835 году он отослал её в Тулузу, в местный музей (Musée des Augustins de Toulouse).
Чувствуя себя покинутым учениками и испытывая материальные трудности, Антуан-Жан Гро впал в депрессию и покончил с собой 26 июня 1835 года в Мёдоне, бросившись в Сену.
Он был похоронен в Париже на кладбище Пер-Лашез (25-й отдел). Работы, хранившиеся к тому времени в мастерской Гро и коллекции произведений искусства были рассредоточены во время посмертной распродажи, организованной в Париже в ноябре 1835 года.
Антуан-Жан Гро вошёл в историю искусства тем, что, наряду с Карлом Верне и Жаком Луи Давидом создал новую жанровую разновидность романтической батальной живописи и романтического портрета, прославляющих героев наполеоновской эпохи. Вместе с тем, несмотря на восхищение искусством своего учителя Жака Луи Давида, Гро рано выработал собственный художественный стиль. «Романтизмом он стремился разрушить греко-римский классицизм. Давид в ответ посоветовал своему ученику чаще перечитывать Плутарха». Творческие колебания художника, наряду с внешними обстоятельствами, стали причиной его личной трагедии.

## Галерея

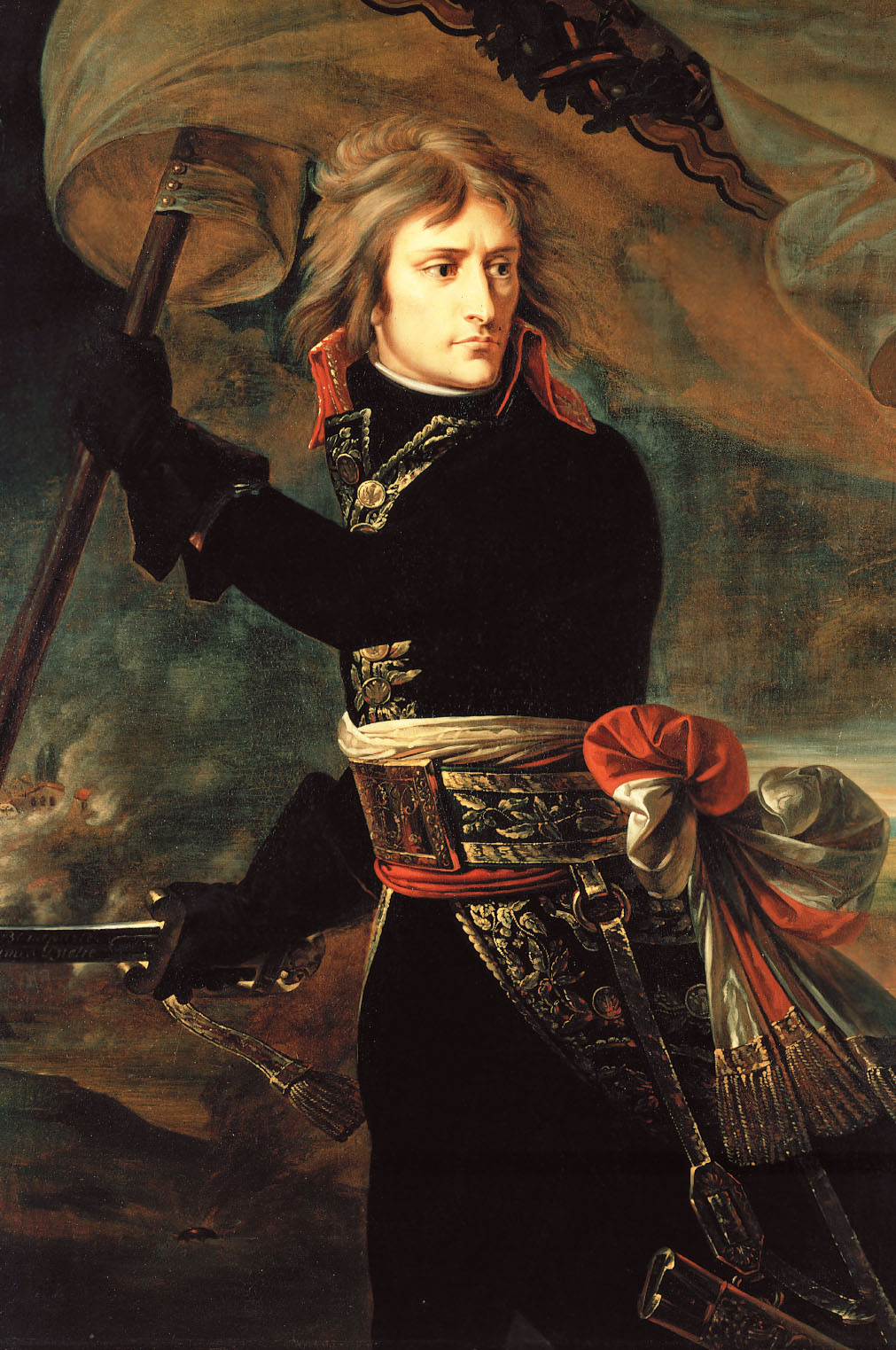
Генерал Бонапарт на Аркольском мосту. 17 ноября 1796 года. 1796—1797. Государственный Эрмитаж
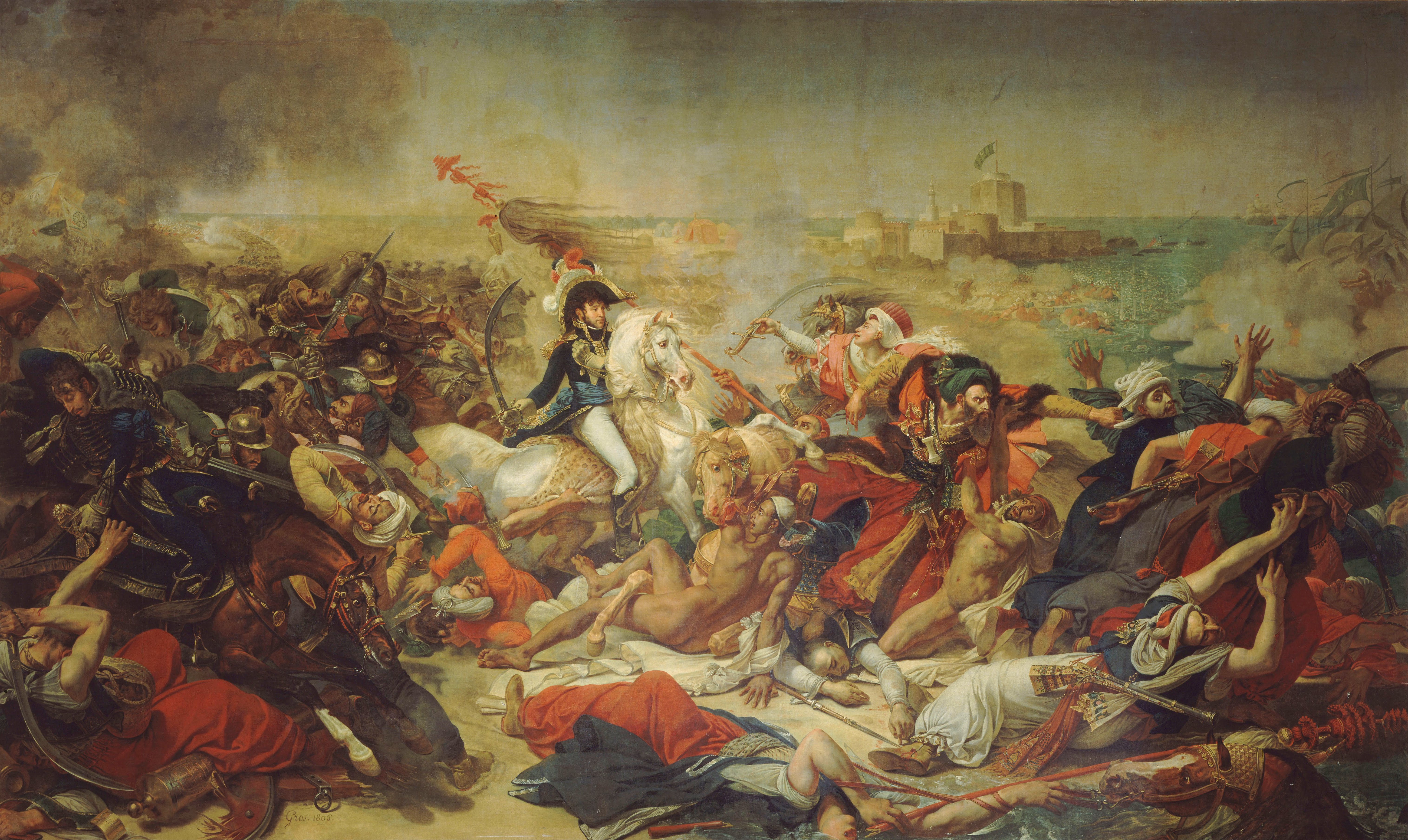
Сражение при Абукире 25 июля 1799 года. 1807. Версаль
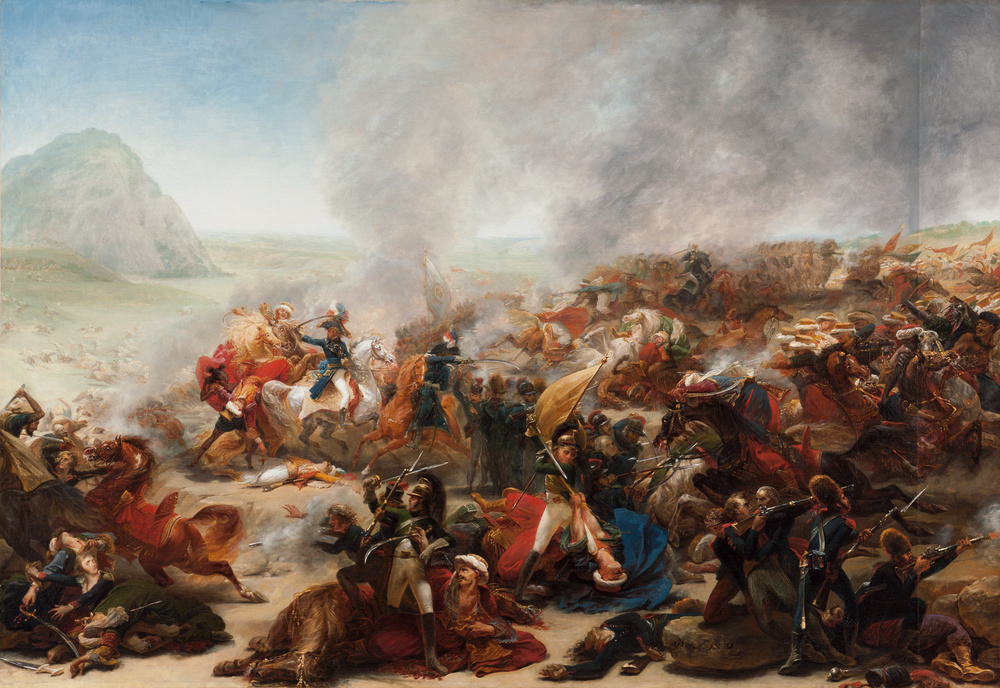
Генерал Жан Андош Жюно в битве при Назарете.  1801. Холст, масло. Музей изящных искусств, Нант
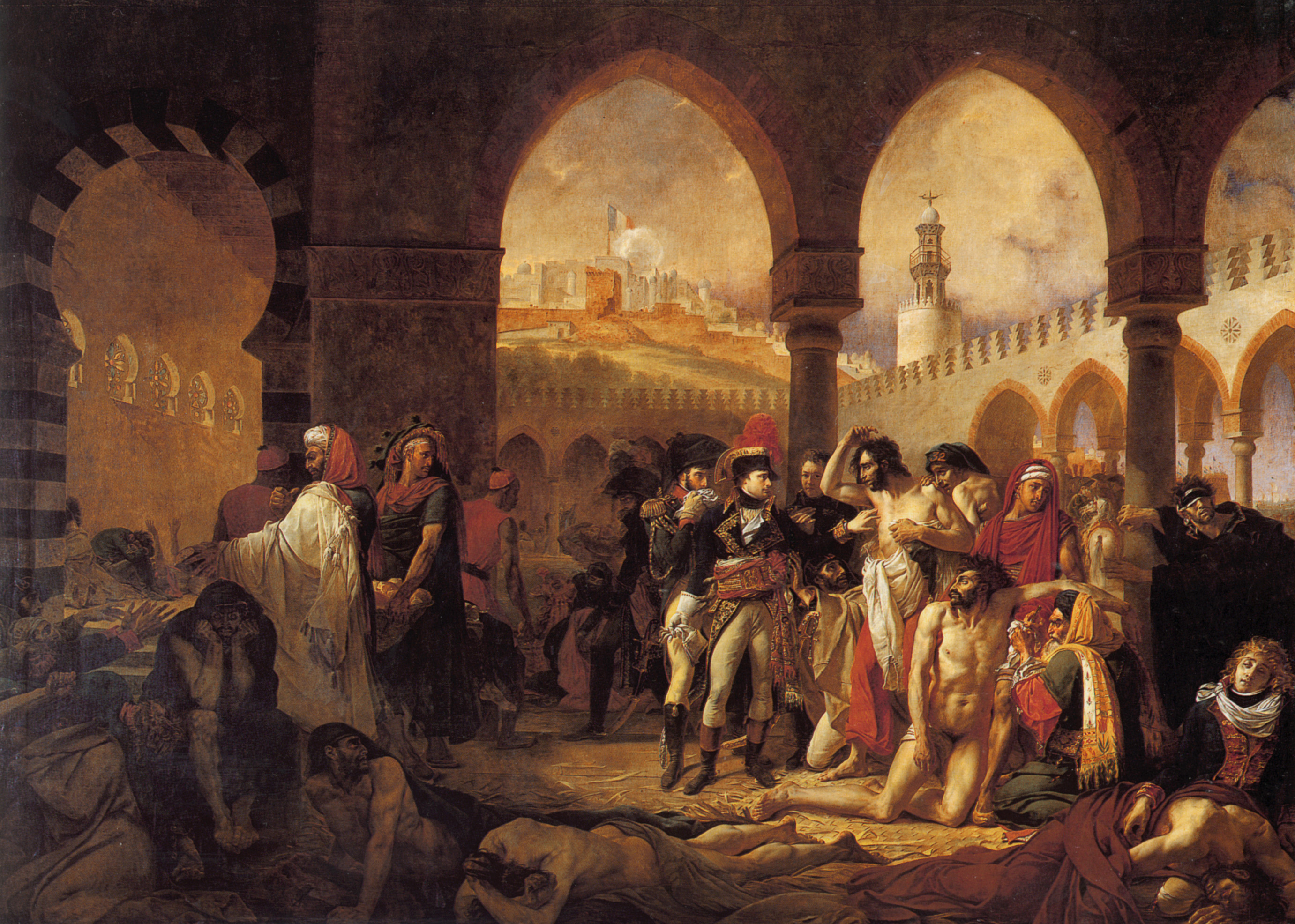
Бонапарт, посещающий жертв чумы в Яффе 11 марта 1799 года. 1804.  Лувр
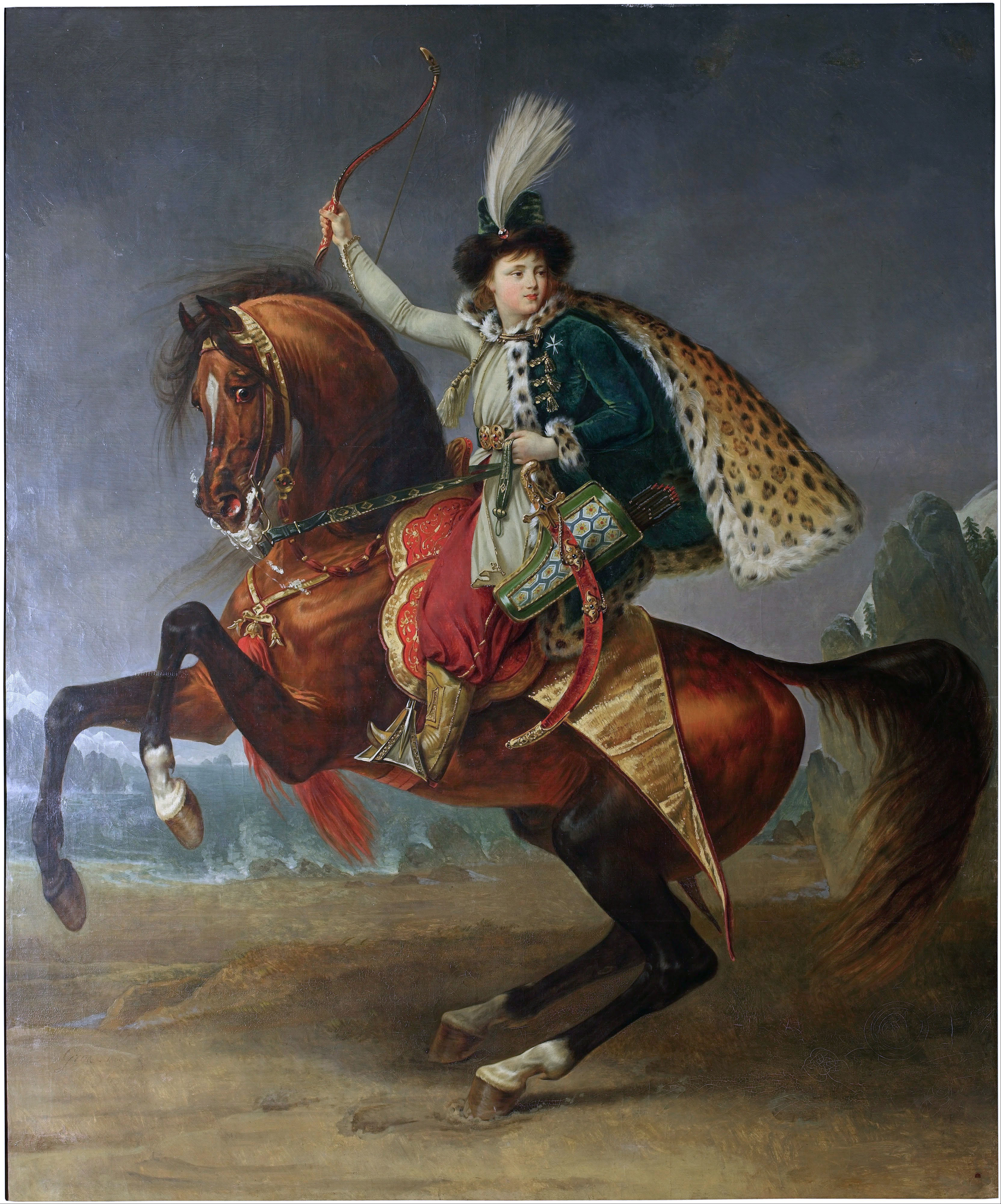
Князь Борис Николаевич Юсупов (1794—1849) в татарском костюме, 1809, ГМИИ имени А. С. Пушкина
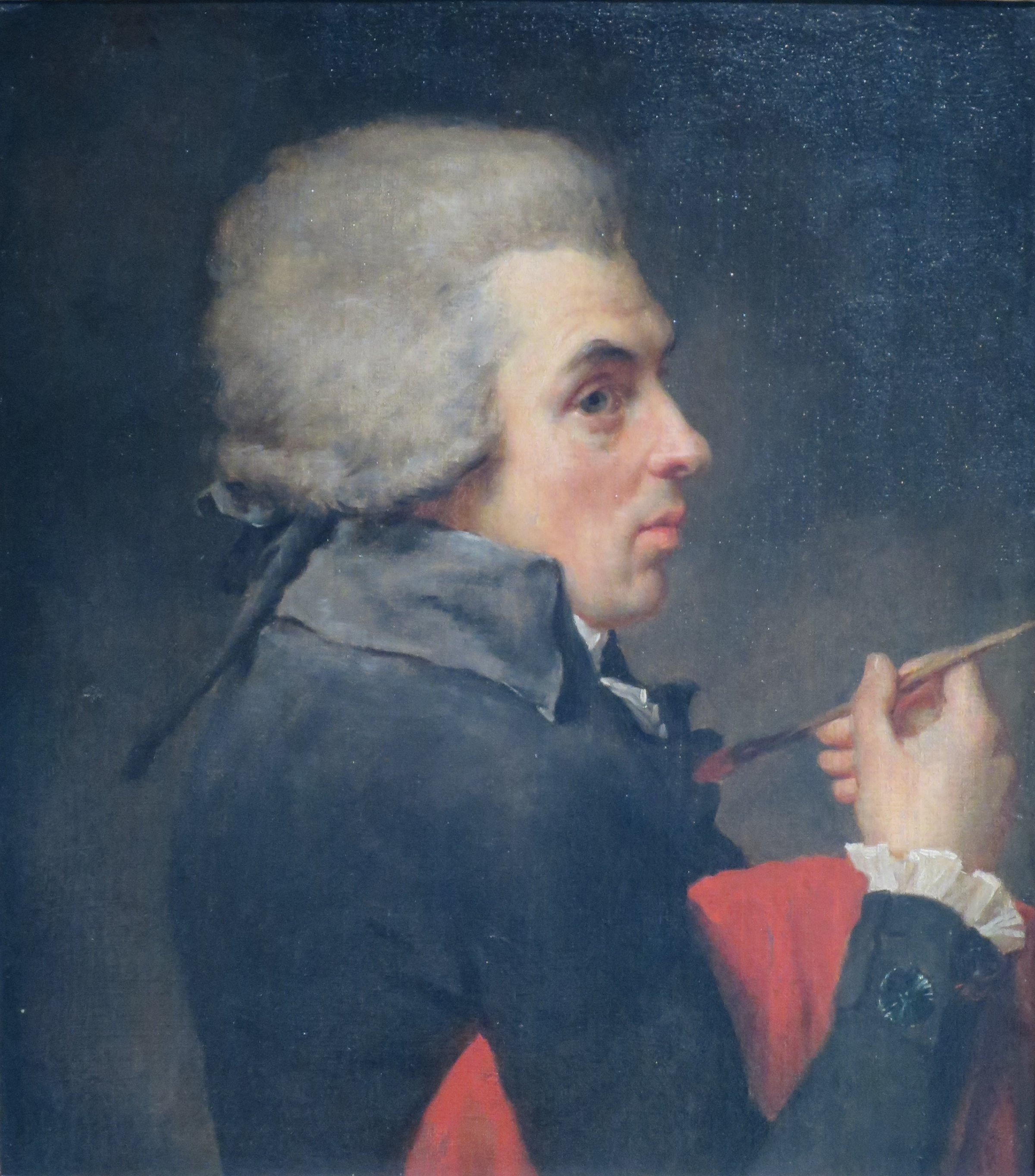
Портрет Жака Луи Давида, 1790, ГМИИ имени А. С. Пушкина
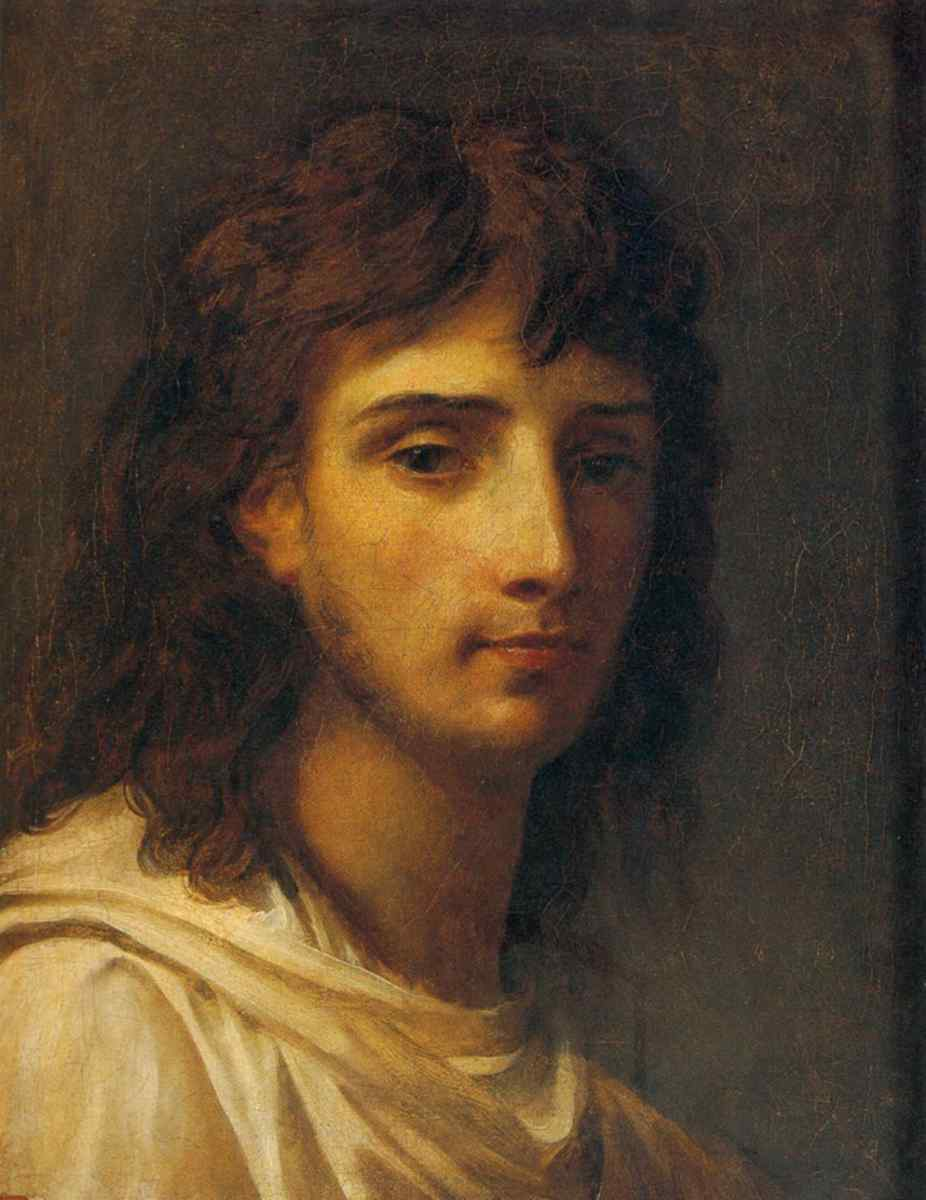
Автопортрет, 1795, Версаль
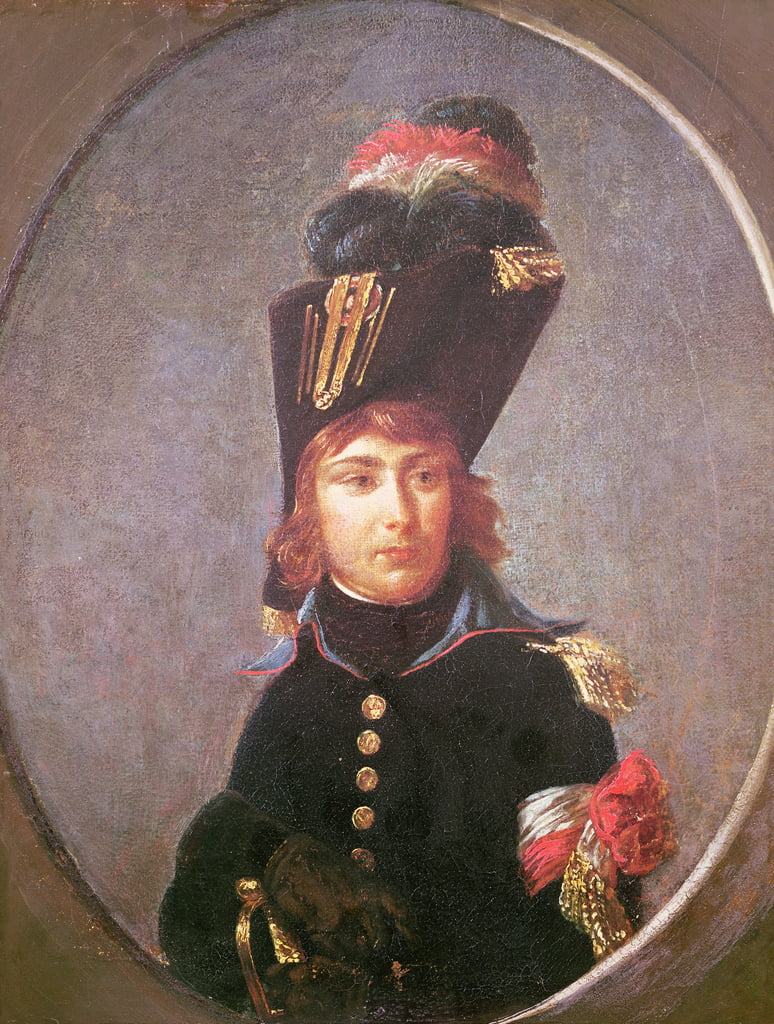
Портрет Евгения Богарне, вице-короля Италии (1781—1824) в форме адъютанта генерала Бонапарта во время Первой итальянской кампании. 1798. Замок Мальмезон
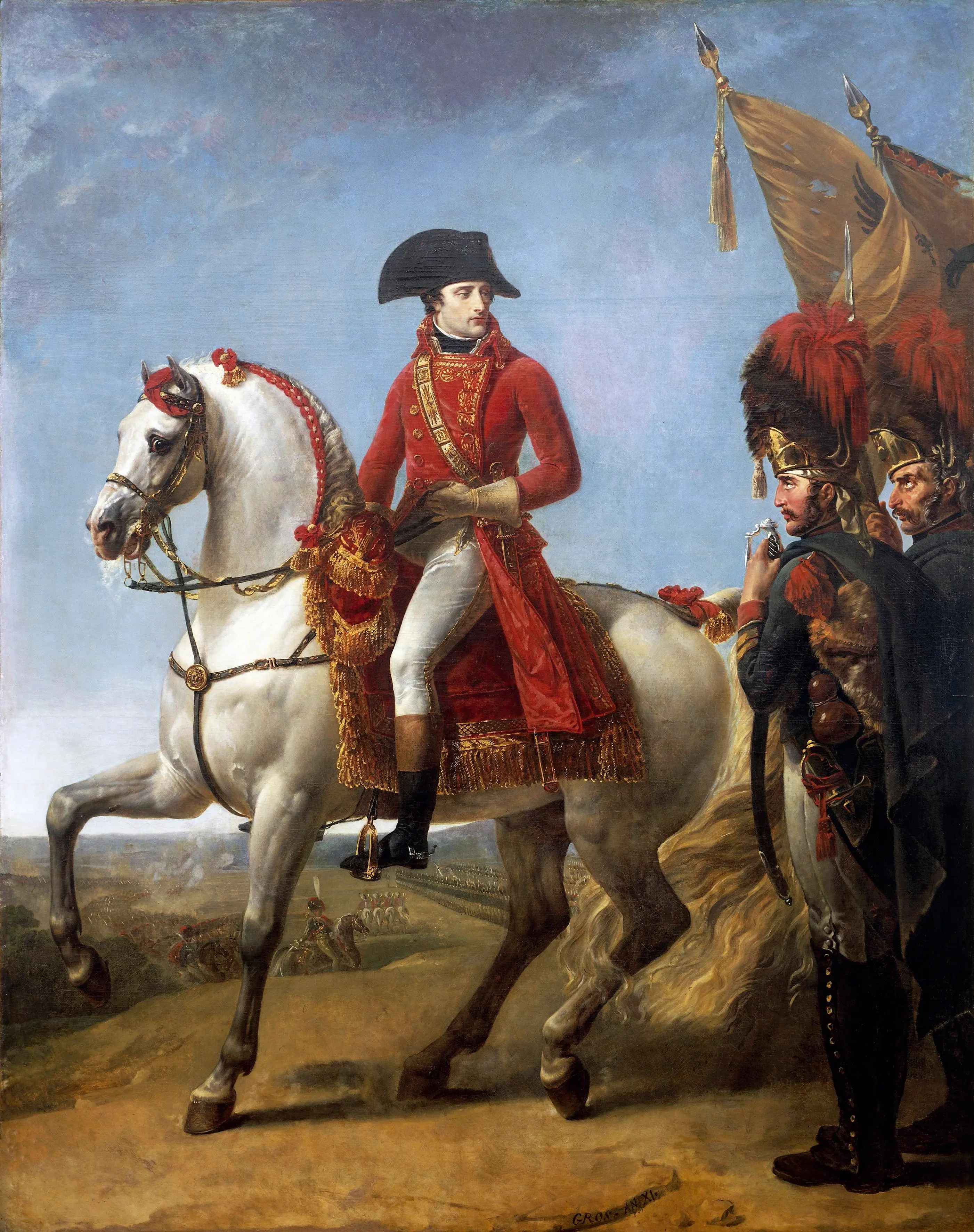
Наполеон Бонапарт, первый консул, после битвы при Маренго проводит смотр своим войскам и раздает почётные сабли гренадерам своей гвардии, 1803, Замок Мальмезон.
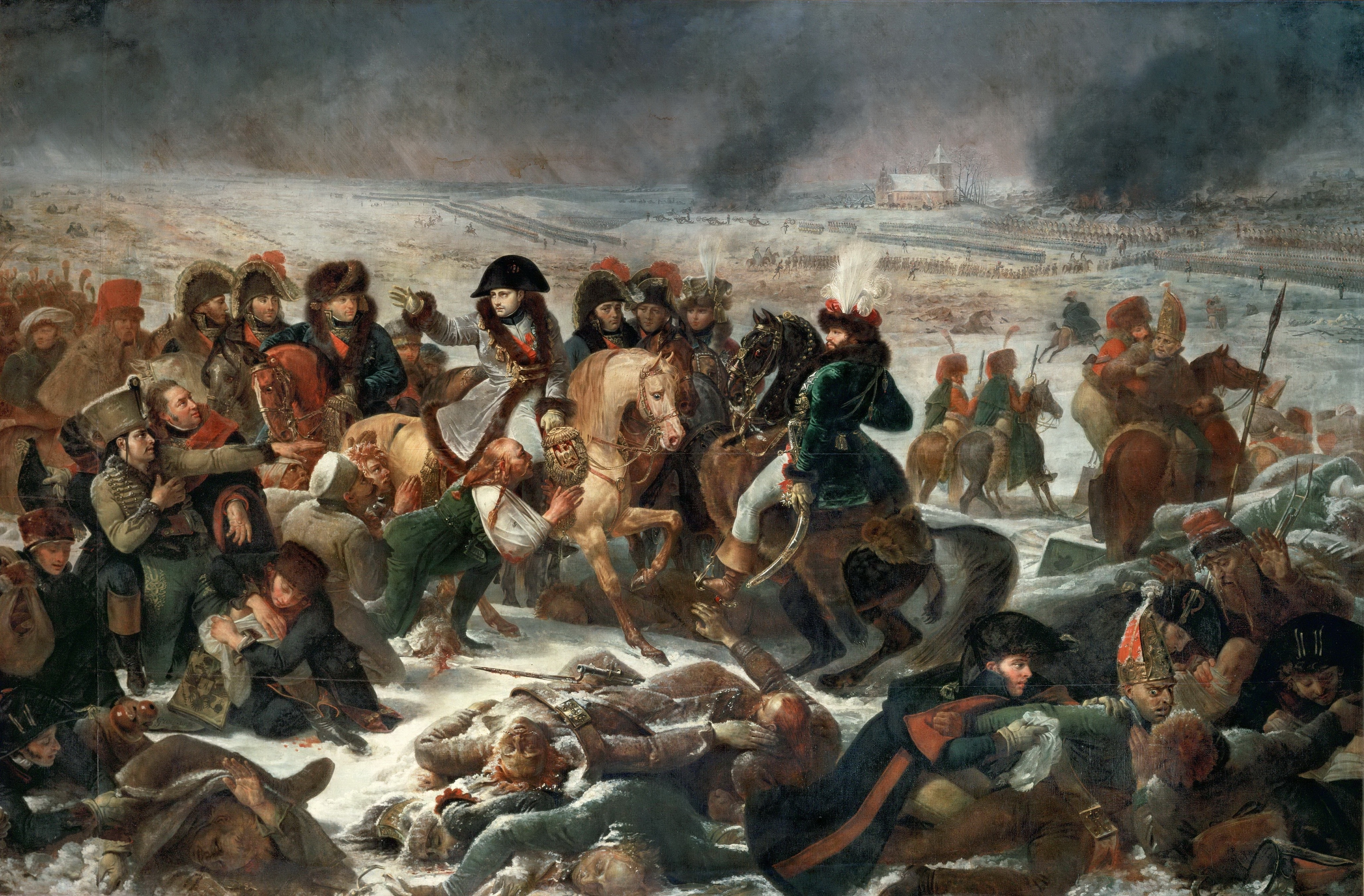
Наполеон в битве при Прейсиш-Эйлау 9 февраля 1807 года. 1808. Лувр
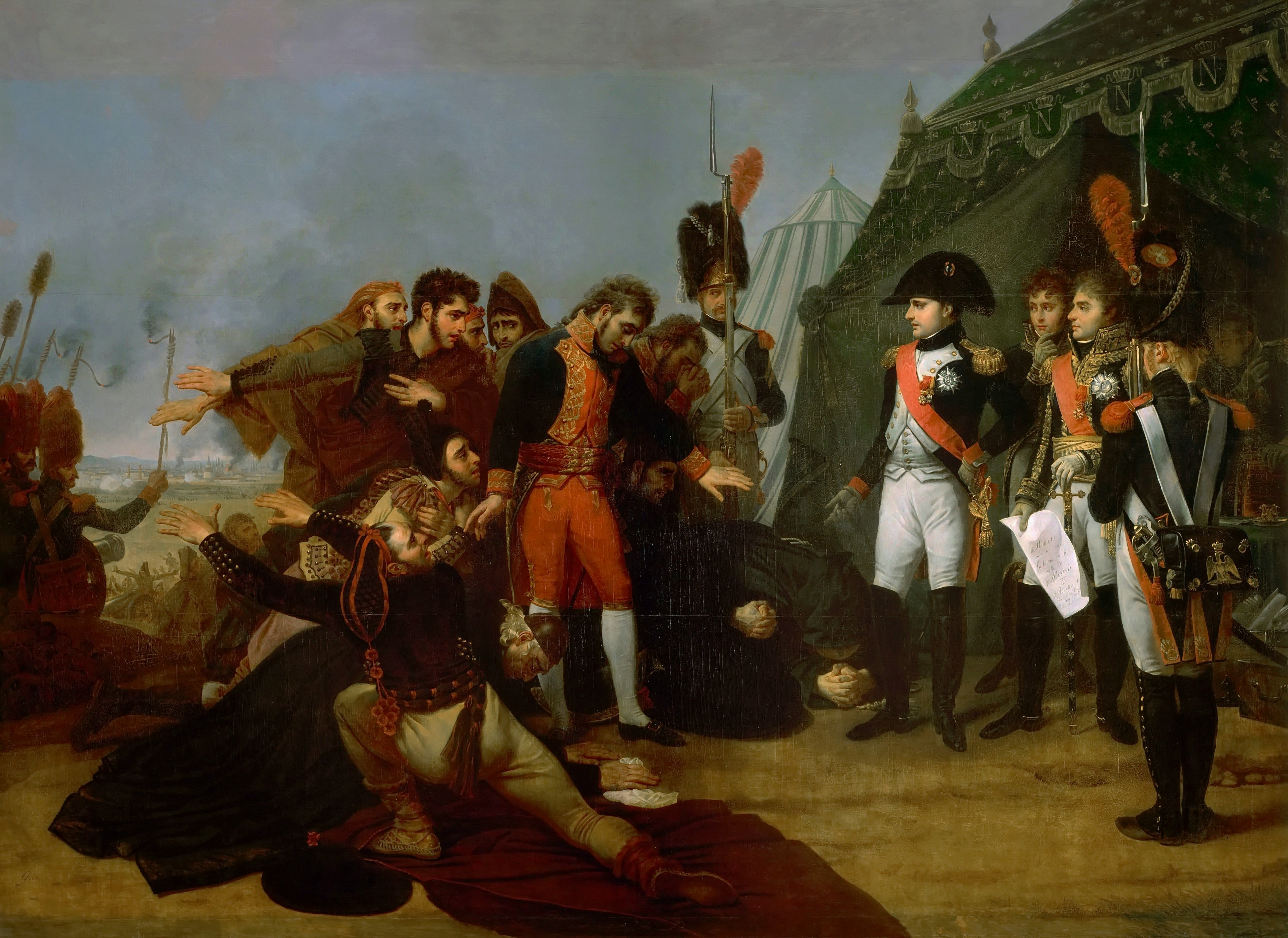
Наполеон принимает капитуляцию Мадрида после битвы при Сомосьерре, 4 декабря 1808 года. 1810. Музей истории Франции, Версаль
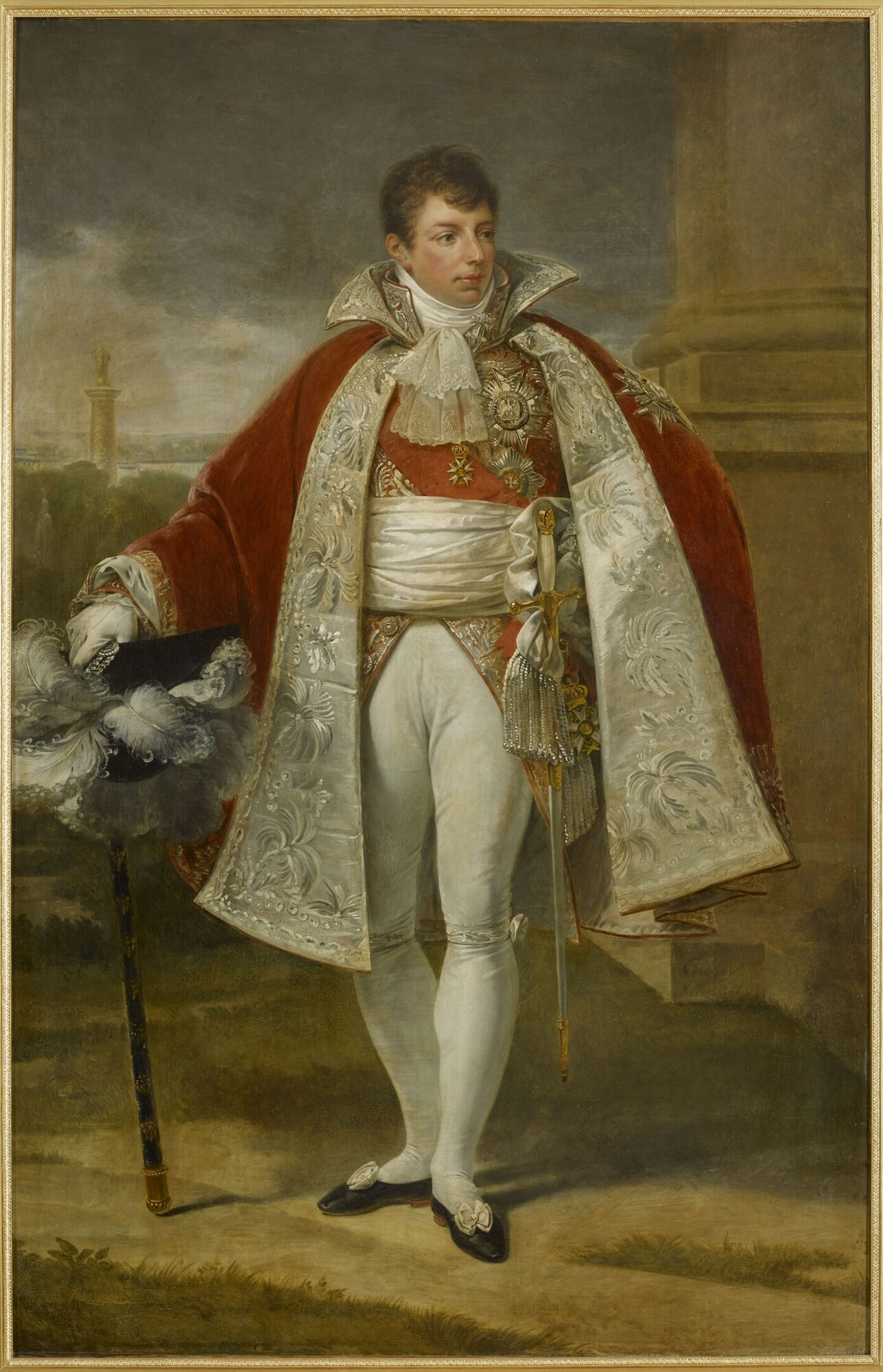
Портрет генерала Дюрока, герцога Фриульского, обер-гофмаршала двора императора Наполеона I. 1805. Версаль
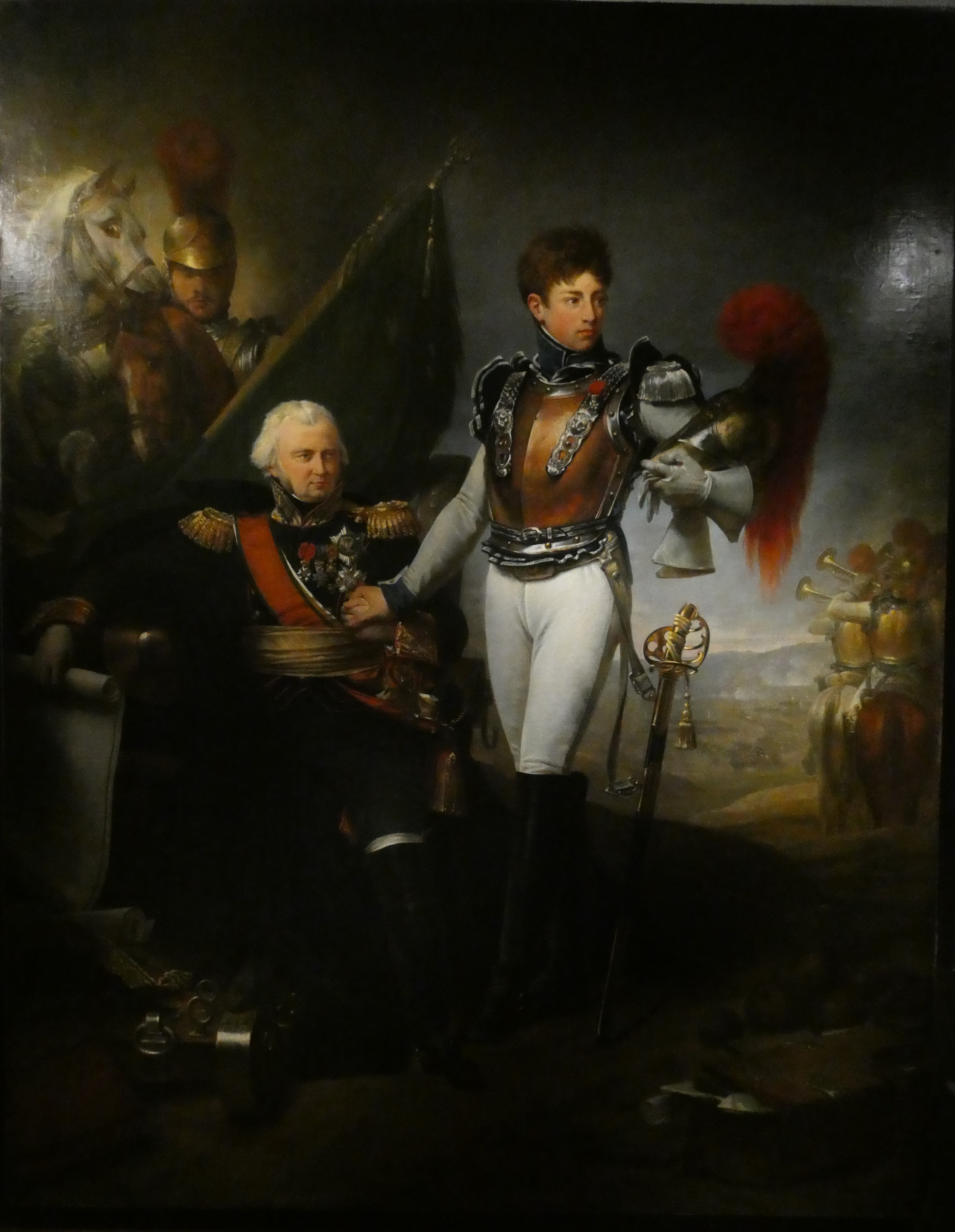
Генерал граф Жан Амбруаз Бастон де Ларибуазьер, командующий армейской артиллерией Великой армии, прощается со своим младшим сыном, Фернаном (1790—1812), лейтенантом Карабинеров, погибшим в Битве при Бородино. Музей армии, Дом Инвалидов, Париж
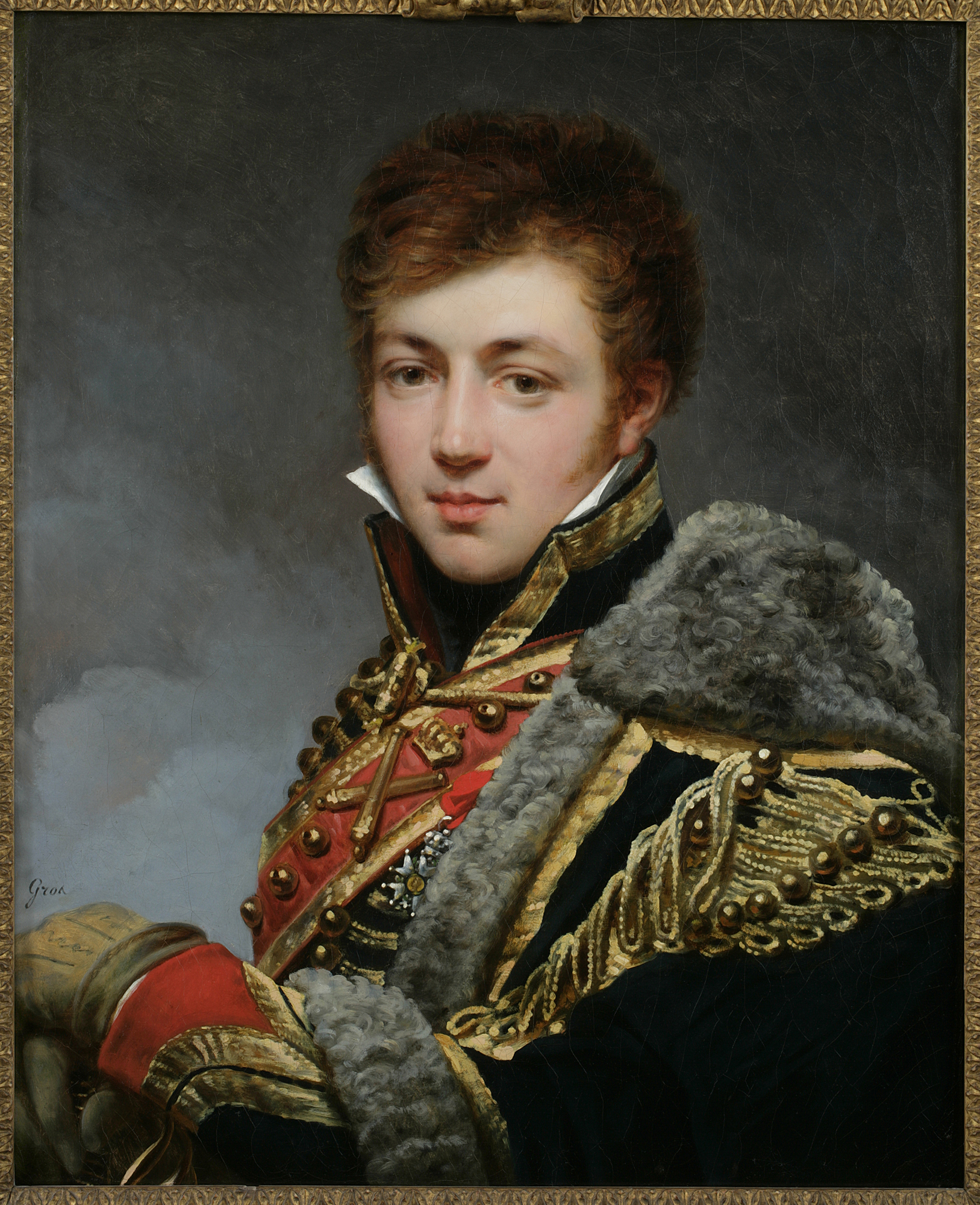
Портрет графа Оноре де Ларибуазьера, старшего сына генерала Ларибуазьера, в мундире капитана Гвардейской конной артиллерии. 1815.
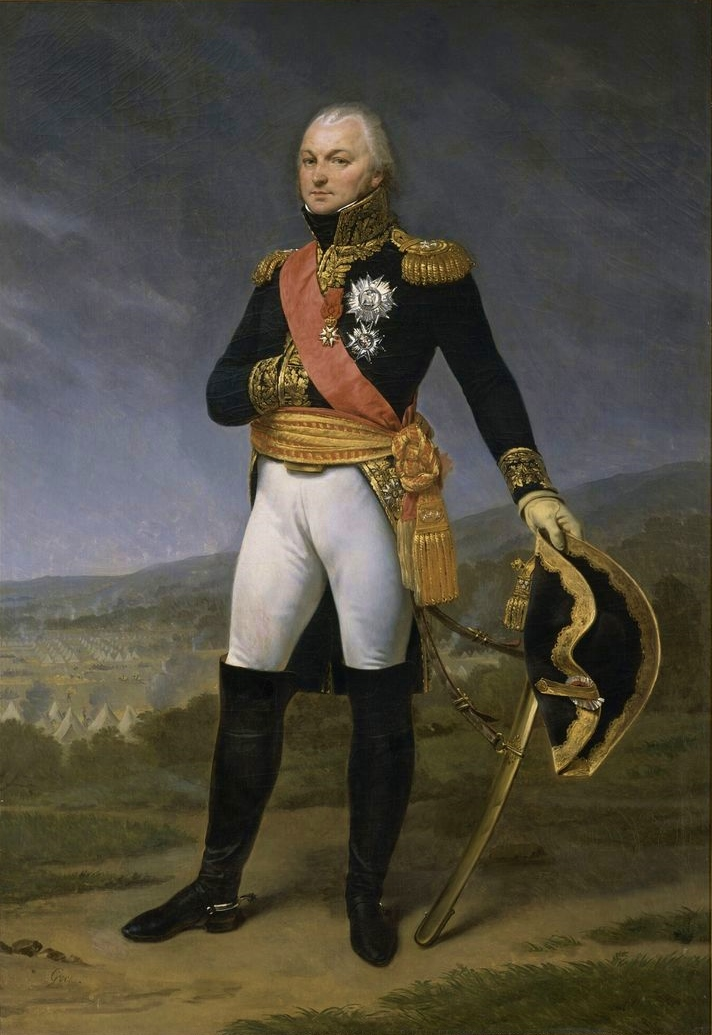
Портрет генерала, графа Жюста Александра Леграна. Ок. 1810. Версаль
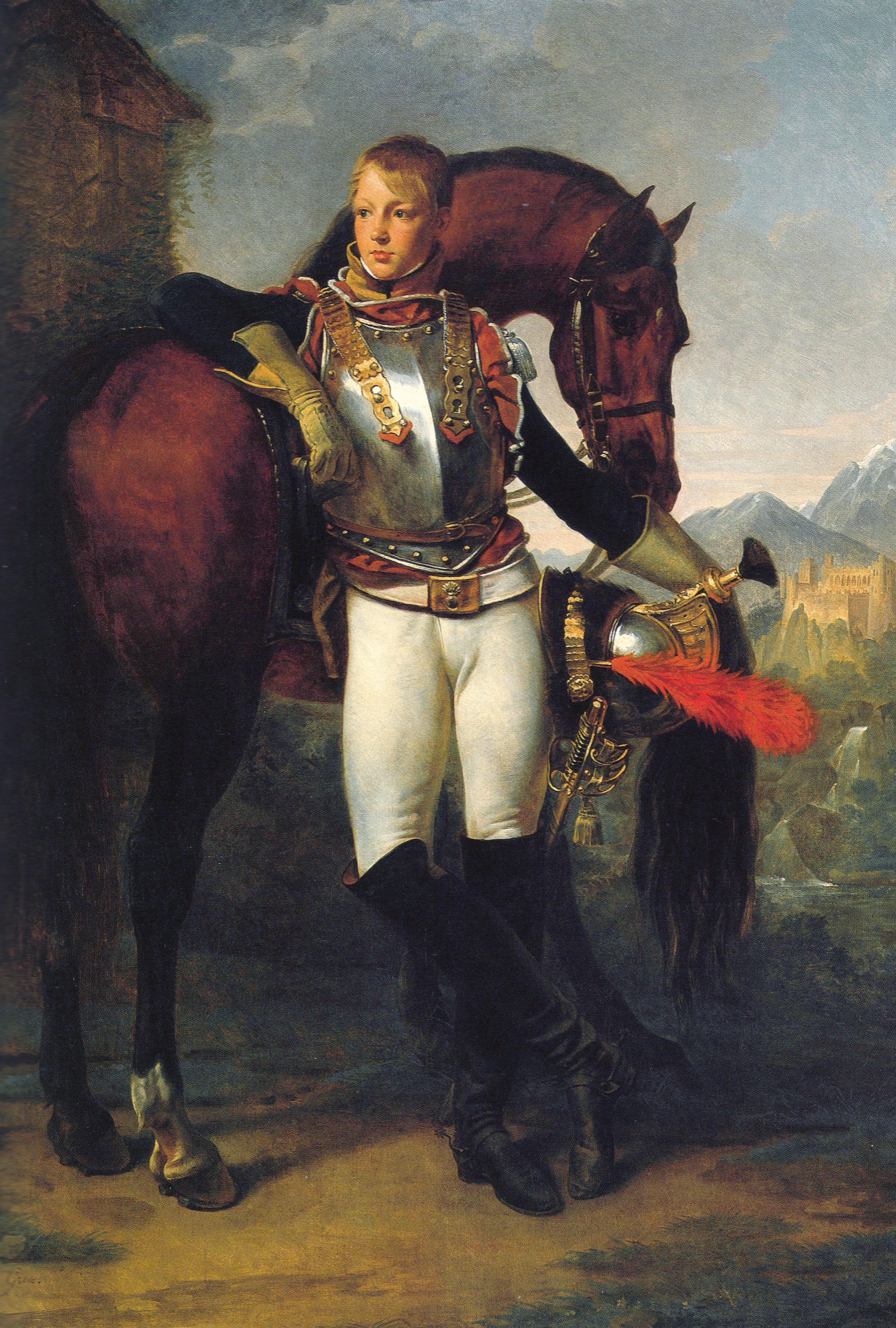
Портрет лейтенанта кирасирского полка Шарля Леграна, сына предыдущего. 1810. Музей искусств округа Лос-Анджелес
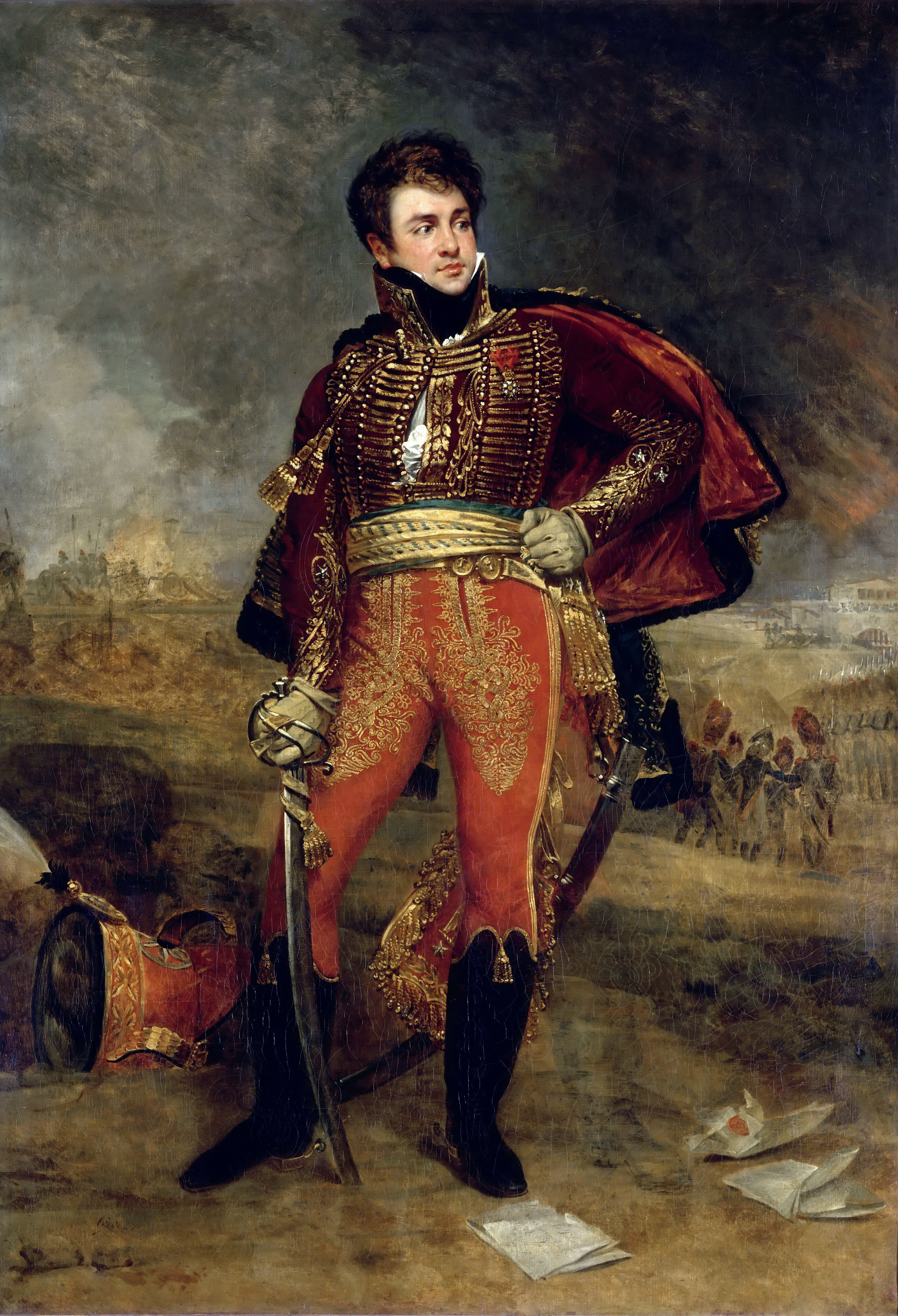
Генерал граф Фурнье-Сарловез. Между 1800 и 1812. Лувр
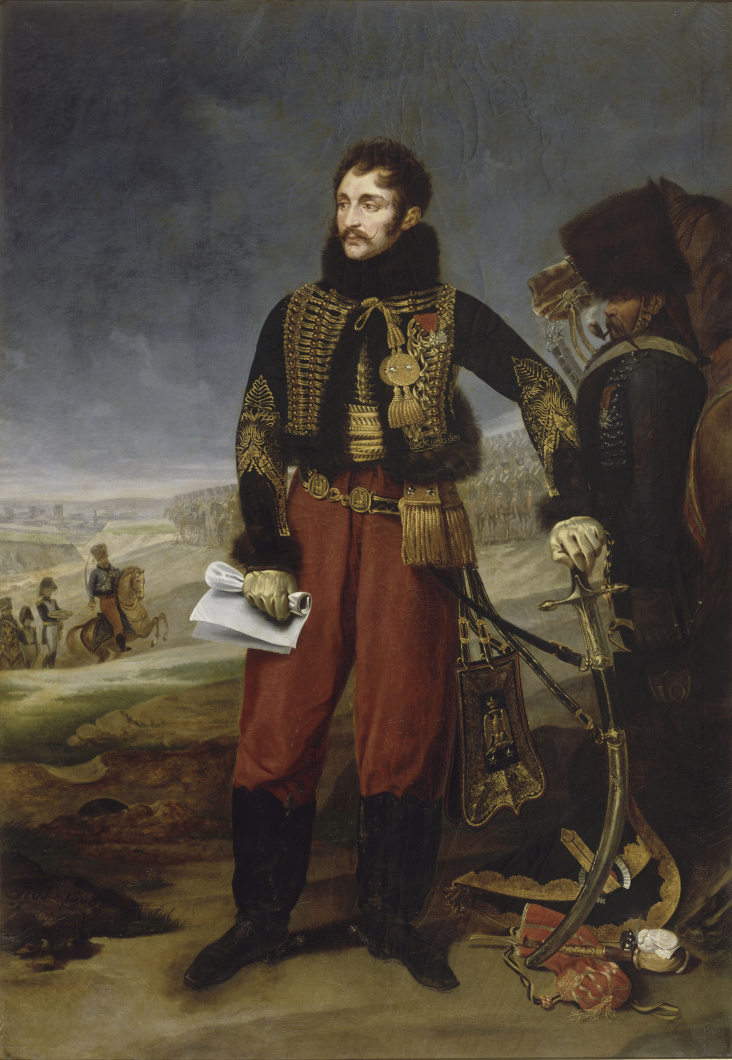
Генерал граф Антуан Шарль Луи граф де Ласаль принимает капитуляцию гарнизона Штеттина 29 октября 1806 года. 1808. Музей армии, Дом Инвалидов
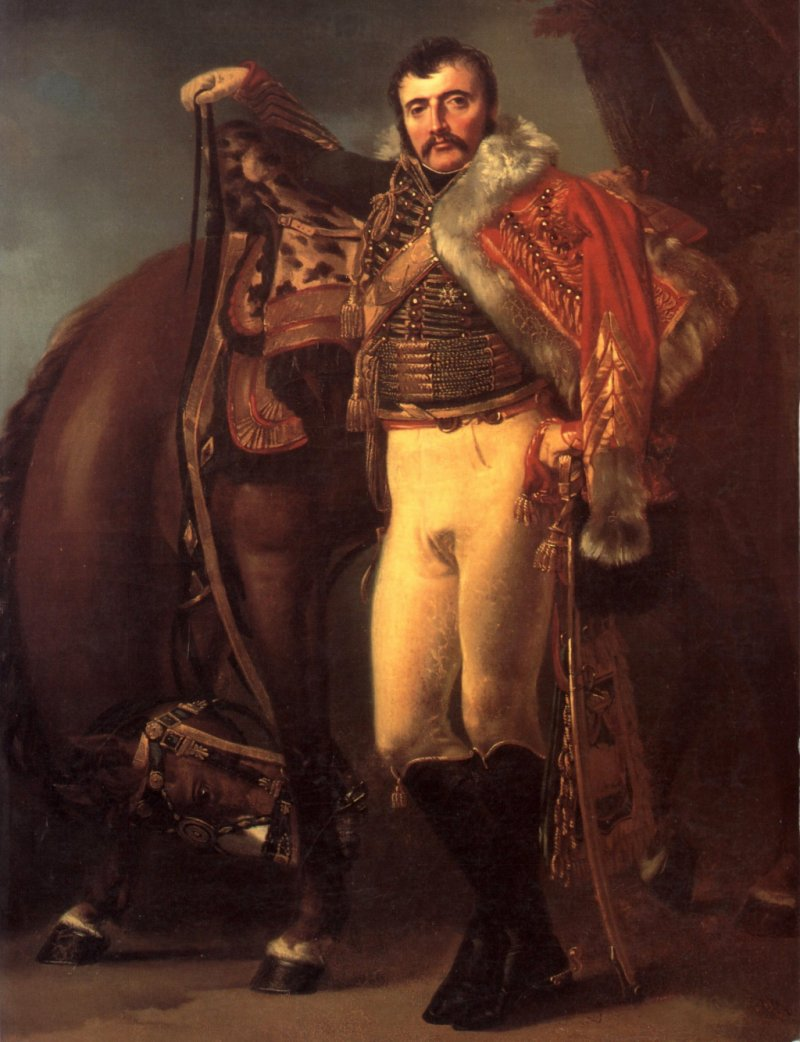
Портрет генерала графа Гюйо в мундире полка Конных егерей императорской гвардии. Частное собрание.
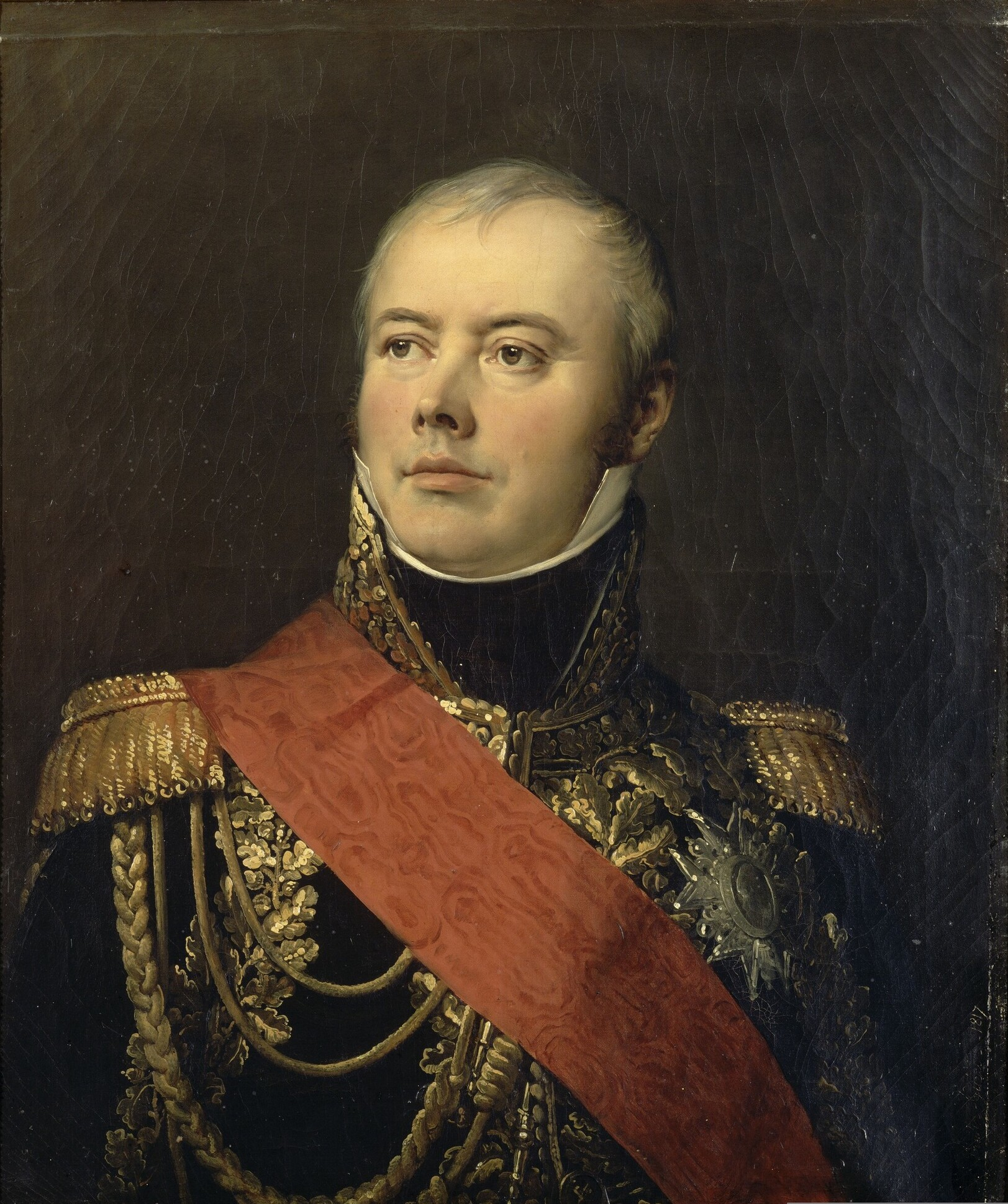
Портрет маршала Этьена Макдональда, герцога Тарентского. 1817. Версаль